# Tystrup Sø
Tystrup Sø är en av Själlands största sjöar. Den ligger söder om Sorø och nordväst om Næstved och genomflyts av Suså.